# Abdi Cherbou
Abdi Cherbou (Marroc, 10 de març de 1997) és un actor català d'origen marroquí, que va debutar pel seu paper de Malik al curtmetratge de Sesgo, i després es va incorporar a l'elenc de l'obra de teatre "Els homes i els dies".

## Filmografia

### Cinema
- 2016 - Sesgo / Marc Font

### Televisió
- 2016 - The State
- 2020 / 2021 - Oh my Goig” Serie Betevé. (Temporada 4 i 5)

### Teatre
- 2017 - Fotem el camp / Joaquim Bundó
- 2022 - Els homes i els dies / Xavier Albertí

## Premis[calcitació]
- Nominat a Millor Interpretació al Festival de Girona per “Sesgo”, 2018
- Nominat a Millor Actor al Festival de Oriana per “Sesgo”, 2018